# Букетировка
Букетиро́вка (букето́вка) — приём ухода за сельскохозяйственными культурами, заключающийся в механическом прореживании растений с оставлением в рядке «букетиков» из 3-4 растений в каждом. Применяется при возделывании пропашных растений (сахарная свёкла и другие). Производится при помощи культиваторов, идущих поперёк рядков посеянной культуры. В дальнейшем «букеты» прореживаются вручную. При квадратно-гнездовом посеве надобность в букетировке отпадает.